# Afroarctia sjostedti
Afroarctia sjostedti är en fjärilsart som beskrevs av Aurivillius 1899. Afroarctia sjostedti ingår i släktet Afroarctia och familjen björnspinnare. Inga underarter finns listade i Catalogue of Life.